# Uno-X Norwegian Development Team/Saison 2018
Dieser Artikel listet Erfolge und Fahrer des Radsportteams Uno-X Norwegian Development Team in der Saison 2018 auf.

## Erfolge in der UCI Europe Tour
In den Rennen der UCI Europe Tour Saison 2018 der UCI Europe Tour gelangen die nachstehenden Erfolge.
| Datum    | Rennen                                 | Kat. | Sieger                |
| -------- | -------------------------------------- | ---- | --------------------- |
| 11. März | 3. Etappe International Tour of Rhodes | 2.2  | Syver Wærsted         |
| 6. Mai   | Ringerike GP                           | 1.2  | Syver Wærsted         |
| 30. Juni | Omloop Het Nieuwsblad (U23)            | 1.2U | Erik Nordsæter Resell |

## Erfolge bei den Nationalen Straßen-Radsportmeisterschaften
In den Rennen zu den Nationalen Straßen-Radsportmeisterschaften 2018 gelangen die nachstehenden Erfolge.
| Datum    | Rennen                                          | Sieger       |
| -------- | ----------------------------------------------- | ------------ |
| 17. Juni | Norwegische Meisterschaft – Straßenrennen (U23) | Torjus Sleen |

## Mannschaft
| Teamkader 2018                                       | Teamkader 2018     | Teamkader 2018 | Teamkader 2018                |
| Name                                                 | Geburtsdatum       | Land           | Vorheriges Team               |
| ---------------------------------------------------- | ------------------ | -------------- | ----------------------------- |
| Jonas Abrahamsen                                     | 20. September 1995 | Norwegen       | Ringeriks-Kraft (2016)        |
| Tobias Foss                                          | 25. Mai 1997       | Norwegen       | Joker Icopal (2017)           |
| Sondre Kristiansen                                   | 2. Juni 1993       | Norwegen       |                               |
| Kristian Kulset                                      | 1. Oktober 1995    | Norwegen       | Ringeriks-Kraft (2016)        |
| Erik Nordsæter Resell                                | 28. September 1996 | Norwegen       | Lillehammer Cykleklubb (2016) |
| Hans Kristian Rudland                                | 16. April 1997     | Norwegen       |                               |
| Lars Saugstad                                        | 28. Mai 1997       | Norwegen       |                               |
| Anders Skaarseth (1. Jan.–31. Jul.)                  | 7. Mai 1995        | Norwegen       | Joker Icopal (2017)           |
| Torjus Sleen                                         | 30. März 1997      | Norwegen       | Lillehammer Cykleklubb (2016) |
| Torstein Træen                                       | 16. Juli 1995      | Norwegen       | Ringeriks-Kraft (2016)        |
| Sedrik Ullebø (1. Jan.–31. Mai)                      | 21. April 1998     | Norwegen       |                               |
| Syver Wærsted                                        | 8. August 1996     | Norwegen       | Ringeriks-Kraft (2016)        |
| Andreas Leknessund (11. Mai–31. Dez.)                | 21. Mai 1999       | Norwegen       | Ringerike Sykkelklubb (2018)  |
| Iver Skaarseth                                       | 15. März 1998      | Norwegen       | Lillehammer Cykleklubb (2017) |
| Sindre Kulset                                        | 7. August 1998     | Norwegen       | Ringerike Sykkelklubb (2017)  |
| Jonas Iversby Hvideberg (13. Jun.–31. Dez.)          | 9. Februar 1999    | Norwegen       |                               |
| Idar Andersen (30. Jun.–31. Dez.)                    | 30. April 1999     | Norwegen       | Gauldal Sykleklubb (2017)     |
| Martin Bugge Urianstad (1. Aug.–31. Dez., Stagiaire) | 6. Februar 1999    | Norwegen       | Stavanger Sykleklubb (2018)   |
|                                                      |                    |                |                               |
| Quelle: ProCyclingStats                              |                    |                |                               |